# Ryne Duren
Rinold George Duren die Ryne Duren (22 février 1929 - 6 janvier 2011) est un joueur américain de baseball évoluant en Ligue majeure entre 1954 à 1965. Ce lanceur de relève compte trois sélections au match des étoiles (1958, 1959 et 1961) et remporte la Série mondiale en 1958 avec les Yankees de New York.

## Carrière
Après des études secondaires à la Cazenovia High School de Cazenovia (Wisconsin), sa ville natale, Ryne Duren rejoint les Browns de Saint-Louis en 1949 comme agent libre amateur. Il découvre le plus haut niveau en fin de saison 1954 en faisant son entrée en jeu en Ligue majeure le 25 septembre. Il porte les couleurs des Orioles de Baltimore à la suite du déménagement de la franchise des Browns à Baltimore. Duren doit encore se contenter d'évoluer en Ligues mineures les deux saisons suivantes puis est échangé aux Athletics de Kansas City le 21 septembre 1956. Il effectue sa saison de rookie en 1957 avec les Athletics puis les Yankees à la suite de son transfert à New York le 15 juin 1957. Avec 14 apparitions dont 6 comme lanceur partant, Duren termine deuxième du vote désignant la meilleure recrue de la saison en Ligue américaine. Avec les Yankees, il remporte la Série mondiale en 1958 et prend part à deux éditions du match des étoiles en 1958 et 1959. 
Peu avant la tenue du match des étoiles 1961 auquel Duren participe, il est transféré chez les Angels de Los Angeles (9 mai). Il passe ensuite chez les Phillies de Philadelphie (1963-1964, 1965), les Reds de Cincinnati (1964), puis les Washington Senators (1965). Il joue sa dernière partie en Ligue majeure le 18 août 1965 puis est libéré de son contrat une semaine plus tard.
Avec l'auteur Tom Sabellico, Duren signe en 2003 un livre de mémoires, I Can See Clearly Now, où il évoque notamment ses problèmes avec l'alcool.
Ryne Sandberg lui doit son prénom. Blackie Lawless, chanteur du groupe de Glam metal W.A.S.P. était son neveu. 
Ryne Duren, qui reste dans les mémoires pour sa balle rapide, sa très mauvaise vue et sa collection de lunettes, meurt à 81 ans dans sa maison en Floride, le 6 janvier 2011.